# Chionaspis frenchi
Chionaspis frenchi är en insektsart som beskrevs av Green 1915. Chionaspis frenchi ingår i släktet Chionaspis och familjen pansarsköldlöss. Inga underarter finns listade i Catalogue of Life.